# Hulkravet kodriver
Hulkravet kodriver  (Primula veris) er en 10-30 cm høj urt, der vokser på næringsrig muldbund f.eks. i løvskove og på enge. Roden og blomsterne indeholder stoffer, som er hostestillende.

## Beskrivelse
Hulkravet kodriver er en rosetdannende flerårig urt. Bladene er rynkede og ægformede. Begge sider er græsgrønne med et fint dunet hårlag. Randen er bølget til tandet. Bladpladen løber ned langs stilken, som derved bliver vinget.
Midt i bladrosetten dannes de dunede og bladløse blomsterstængler, som bærer endestillede stande med 5-10 blomster. Blomstringen sker i det tidlige forår, og de enkelte blomster er smørgule med små orangerøde pletter i svælget. Frugten er en tør kapsel, der rummer masser af frø. Frøene spirer villigt på lysåben bund, og planten er i stand til at sprede sig i græsplæner, der ikke bliver slået alt for ofte.
Roden består af en kort, lodret jordstængel, der bærer de fint forgrenede rødder.
Højde x bredde og årlig tilvækst: 0,30 x 0,30 m (30 x 5 cm/år).

## Voksested
Hulkravet kodriver vokser spredt overalt i landet på ret tør, neutral eller kalkrig jord. Den danner plantesamfund på græsningsarealer og i lyse skove. I Danmark er den almindelig på Øerne samt i Øst- og Nordjylland på næringsrig muldbund i løvskove, skovbryn, på enge og overdrev. Den er sjælden i resten af landet.
På Jernhattens sydvendte skråning findes den sammen med bl.a. merian, bakkejordbær, bugtet kløver, dunet vejbred, knoldet mjødurt, kornet stenbræk og smalbladet timian
| Portal | Portal:Botanik |

## Note
1. ↑  Egne iagttagelser, Sten Porse